# Mohamed Gouni
 (octobre 2022).
Mohamed Gouni, né le 27 mars 1947 à Alger et mort le 19 juin 2019, est un haltérophile algérien. Il a participé aux Jeux olympiques d'été de 1980

## Biographie
Mohamed Gouni qui a à son actif plusieurs titres et records africains, arabes et maghrébins,  participations aux Jeux olympiques (Moscou 1980), trois participations aux championnats du Monde et autant aux Jeux méditerranéens dont une soldée par une médaille d'argent à Split en 1979, était très ému par le geste des responsables de l'USEB et ceux de l'APC d'El Biar.
Après sa riche carrière, Gouni s’est converti au métier d’entraîneur et il était devenu sélectionneur national,,.

## Palmarès
| Date | Compétition         | Lieu  | Résultat | Épreuve       | Performance |
| ---- | ------------------- | ----- | -------- | ------------- | ----------- |
| 1979 | Jeux méditerranéens | Split | 2e       | Total (60 kg) | 250 kg      |